# باشگاه بسکتبال تریسته
باشگاه بسکتبال تریسته (انگلیسی: Pallacanestro Trieste) یک باشگاه بسکتبال در شهر تریسته، ایتالیا است. این باشگاه که در سال ۱۹۷۵ تاسیس شده سابقه ۵ قهرمانی در سری آ را در کارنامه دارد.